# Raja Toumi
Raja Toumi (arabisch رجاء التومي, DMG Raǧāʾ at-Tūmī; * 3. April 1978 auf Kerkenna, Tunesien) ist eine tunesische Handballspielerin.
Toumi spielte zwischen 1995 und 2004 beim tunesischen Verein ASF Sahel, mit dem sie mehrere nationale Titel gewann. Anschließend wechselte die Rückraumspielerin zum norwegischen Erstligisten Nordstrand Håndball 2000. In der Saison 2005/06 belegte sie mit 129 Treffern den fünften Platz in der Torschützenliste der norwegischen Eliteserien. 2006 unterschrieb sie einen Dreijahresvertrag beim Ligakonkurrenten Gjerpen IF. Daraufhin schloss sich Toumi Byåsen IL an, bei dem sie bis zum Sommer 2014 unter Vertrag stand. Im Oktober 2014 schloss sie sich dem tunesischen Verein Club Africain an.
Toumi gehört dem Kader der tunesischen Nationalmannschaft an, für die sie 982 Treffer in 230 Länderspielen erzielen konnte. 2014 gewann sie mit Tunesien die Afrikameisterschaft.